# Signe de Gowers
Pour les articles homonymes, voir Gowers.

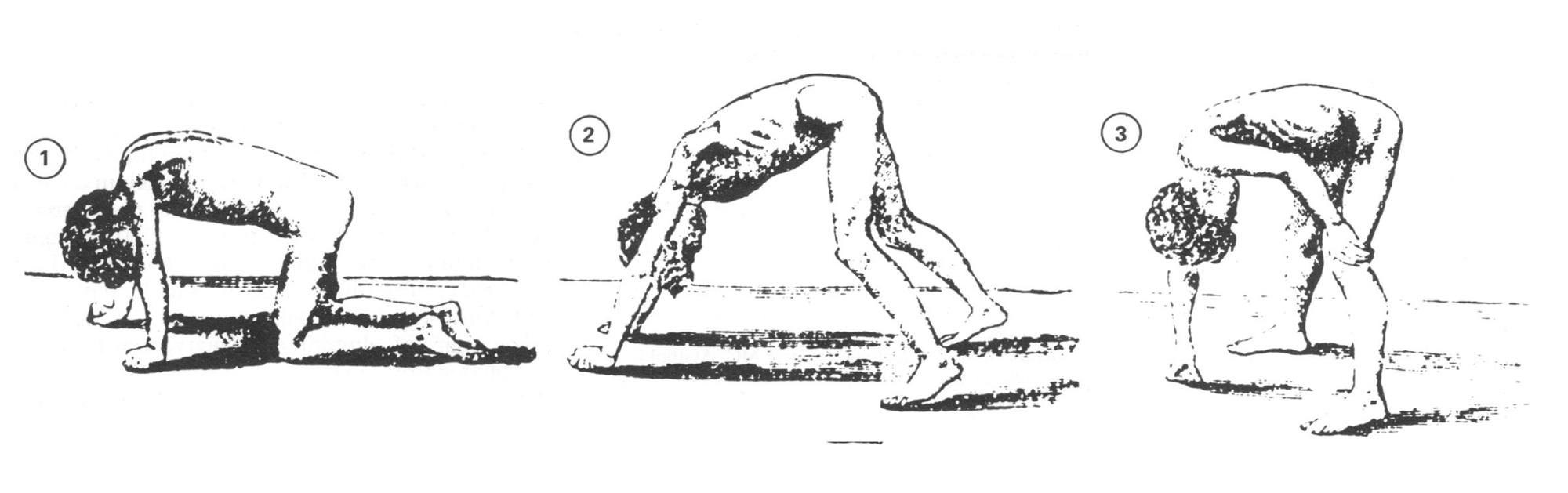
Illustration du signe de Gowers, de la main de l'auteur.

Le signe de Gowers est un signe clinique indiquant une parésie de la musculature proximale des membres inférieurs. Il désigne un patient  qui est obligé de se servir, en plusieurs étapes, de ses mains et de ses bras pour passer de la position agenouillée à la position debout, en raison du manque de force des muscles des hanches et des cuisses.
Il a été décrit chez les enfants myopathes par le neurologue et pédiatre  William Gowers,.
Le signe de Gowers s'observe classiquement dans la dystrophie musculaire de Duchenne, mais peut se voir également dans la myopathie centronucléaire, la dystrophie myotonique, le syndrome de Kugelberg-Welander, la maladie de Pompe, la dystrophie congénitale musculaire d'Ullrich et d'autres affections comportant une faiblesse des muscles proximaux. Pour effectuer la manœuvre, le patient est placé sur le sol et à distance de tout objet qui pourrait être utilisé pour l'aider à se mettre debout. Ce test peut servir aussi à évaluer une paraplégie.
Il s'apparente au signe du tabouret, qui décrit la même symptomatologie depuis la position assise sur un tabouret.